# On Green Dolphin Street (альбом Билла Эванса)
On Green Dolphin Street — альбом джазового пианиста Билла Эванса, записанный с басистом Полом Чемберсом и барабанщиком Филли Джо Джонсом в начале 1959 года, незадолго до сессий Kind of Blue, в которых участвовали и Эванс, и Чемберс, но выпущенный только в 1975 году в составе двойного альбома Peace Piece and Other Pieces. В 1995 году он был выпущен на компакт-диске лейблом Milestone Records под нынешним названием, которое происходит от джазового стандарта «On Green Dolphin Street» (На улице Зелёного дельфина) Бронислава Капера, который Эванс впервые записал годом ранее с Майлзом Дэвисом.
Издание на компакт-диске (MCD-9235-2) также включает первую версию песни «All of You» с концерта Village Vanguard в 1961 году, исполненную трио Билла Эванса с басистом Скоттом ЛаФаро и барабанщиком Полом Мотианом.

## Предыстория
Альбом был записан во время необычной вечерней сессии после записи Чета Бейкера, для которой Эванс, Чемберс и Джонс выступали в качестве ритм-секции, как и в прошлом году в составе секстета Майлза Дэвиса. Изначально Эванс не одобрял выпуск этих записей трио, так как «считал, что они были очень успешными в ритмическом плане, но на других уровнях было недостаточно». Записи оставались в архивах Riverside Records около 15 лет, после чего они снова привлекли внимание продюсера Оррина Кипньюса. К тому времени Чемберс уже умер, и Эванс наконец согласился на их выпуск, сказав: 
Это очень интересно слушать просто потому, что со мной играли великие музыканты. Я думаю, что Филли Джо и Пол были на пике своей популярности в то время, и, на мой взгляд, это два самых недооценённых музыканта в истории джаза, оказавшие гораздо большее влияние, чем им приписывают. Вы действительно редко слышите, чтобы Пола Чемберса упоминали в истории бас-гитары, но я лично знаю, что он оказал влияние на Скотта ЛаФаро и Эдди Гомеса, и я готов поспорить, что любой хороший басист упомянет Пола.
Кипньюс прокомментировал: «Эти записи, по сути, представляют для меня кульминацию определённого периода становления, когда Билл впервые полностью взял под контроль свою замечательную личную манеру самовыражения».

## Приём
В статье для AllMusic музыкальный критик Скотт Яноу сказал об альбоме следующее: «Несмотря на то, что в этом переиздании CD не хватает волшебства, присущего обычным группам Эванса, в нём есть сильные моменты, и поклонникам пианиста будет интересно познакомиться с ранними образцами его работ».
| Оценки критиков | Оценки критиков |
| Источник        | Оценка          |
| --------------- | --------------- |
| AllMusic        | 3/5             |

Биограф Эванса Кит Шедвик выразил аналогичную точку зрения: «Трио выдавало яркие и спонтанно интегрированные исполнения стандартов... Но между игроками было мало контрапункта, что придавало альбому довольно традиционное звучание по сравнению с тем, что вскоре появилось» в трио Эванса с ЛаФаро и Мотианом.

## Список треков
1. "You and the Night and the Music" (Говард Дитц и Артур Шварц) - 7:20
2. "How Am I to Know?" (Джек Кинг и Дороти Паркер) - 6:22
3. "Woody 'n' You" (Дубль 1) (Диззи Гиллеспи) - 4:25
4. "Woody 'n' You" (Дубль 2) - 4:13
5. "My Heart Stood Still" (Ричард Роджерс и Лоренц Харт) - 5:25
6. "On Green Dolphin Street" (Бронислав Капер и Нед Вашингтон) - 8:12
7. "All of You" (Take 1) (Коул Портер) - 8:10

Примечание
- Трек 7 записан 25 января 1961 года в Village Vanguard, Нью-Йорк

## Музыканты
- Билл Эванс – фортепиано
- Пол Чемберс – бас-гитара (треки 1-6)
- Филли Джо Джонс – барабаны (треки 1-6)
- Скотт ЛаФаро – бас-гитара (трек 7)
- Пол Мотиан – барабаны (трек 7)